# Владислав Б. Сотировић
Владислав Б. Сотировић (Крагујевац, 1. јануар 1967) српски је универзитетски професор и историчар. Сотировић је доктор наука, научник и истраживач у области историје, филозофије и филологије. Ради као доцент (од 2005) и професор (од 2007) на Катедри за славистику на Филолошком факултету Универзитета у Виљнусу, Литванија.

## Живот и каријера
Рођен је 1. јануар 1967. године у Крагујевцу, у коме је похађао основно, а потом и средње школовање у Крагујевачкој гимназији. Академско звање стекао је 1991. године на Филозофском факултету Универзитета у Београду на групи за историју, након одбране теме: „Фортификације и урбана топографија Београда крајем средњег века (1404.–1521)”.
Током 1991 и 1992. године радио је на научноистраживачком пројекту: „Сто година градског саобраћаја у Београду”. Потом је од 1992. до 1995. године радио као просветни радник (професор историје) у Београду.
Од 1995. до 1997. године боравио је на последипломским студијама на Централноевропском универзитету у Будимпешти, које је окончао одбраном два магистарска рада на групи за историју и групи за студије Југоисточне Европе, под називом;
- „Стварање Југославије 1914.–1918.”
- „Односи између Југословенског комитета у Лондону, Националног одбора у Загребу и Краљевске Владе Србије за времепроцеса стварања Југославије”.

Као научни истаживач Владислав Б. Сотировић радио је од 1996. до 1997. године на међународном пројекту Универзитета у Мелбурну. Резултати овог истраживања објављени су у књизи: „Посткомунистичка демократизација” у издању Универзитета у Кембриџу.
Као предавач и научни истраживач на предмету историју југословенских народа, радио је, током 1998. године, на Катедри за словенску филологију Филолошког факултета Универзитета у Виљнусу (Литванија).
У Архиву за отворено друштво Централноевропског универзитета у Будимпешти, радио је од током 1999. и 2000. године,  а од септембра 2000. године и као предавач и научни истраживач на Катедри за словенску филологију Филолошког факултета (до 2007. године) и Катедри за историју теорија и култура Историјског факултета Универзитета у Виљнусу (до 2006. године) као предавач на предмету из области јужнословенске социолингвистике, српске филологије и језика и југословенске, балканске и централноевропске историје.
Јуна 2002. године докторирао је на Филолошком факултету Универзитета у Виљнусу 2002. године са дисертацијом: „Лингвистички модел дефинисања српске нације Вука Стефановића Караџића и пројекат Илије Гарашанина о стварању лингвистички одређене државе Срба”.
Од 2005. године Филолошком факултету Универзитета у Виљнусу ради као доцент а од 2007. године предаје на Катедри за славистику на Филолошком факултетуУниверзитета у Виљнусу.